# Кула на Свети Сава
Кулата на Свети Сава (на гръцки: Πύργος Αγίου Σάββα Χιλανδαρίου, на сръбски: Пирг Светог Саве) е средновековно отбранително съоръжение, разположено в Хилендарския манастир на полуостров Света гора, Халкидики, Гърция.

## Местоположение
Кулата е една от двете кули на крепостната стена на Хилендар, разположена от източната страна. От южната страна е по-малката Кула на Свети Георги.

## История
Най-старата строителна фаза на кулата, която представлява нейното основно тяло, се отнася към края на XII - началото на XIII век и се приписва се на основателя на манастира Свети Сава. Втората фаза е от началото на XIV век и се приписва на сръбския владетел Стефан II Милутин. Трета важна фаза настъпва през 1682-1684 година. Тогава кулата е покрита с четирискатен покрив от каменни плочи. В тази фаза е направена украса със сложна керамика на страните на външната зидария на горната част между арките и крепостните стени.

## Описание
Кулата има размери 8,5 m x 13,5 m. Състои се от сутерен, партер и 4 етажа. На последния етаж, под нивото на укрепленията, има еднопространствен параклис, посветен на Свети Йоан Кръстител.
Кулата на Свети Сава от Хиландарския манастир следва общите характеристики на кулите този тип, но показва особеност по отношение на симетрията и размера на проекцията на пиластрите от нивото на външната й зидария, вероятно дължаща се отчасти на съществуваща инфраструктура.